# Nina Wiktorowna Schtanski

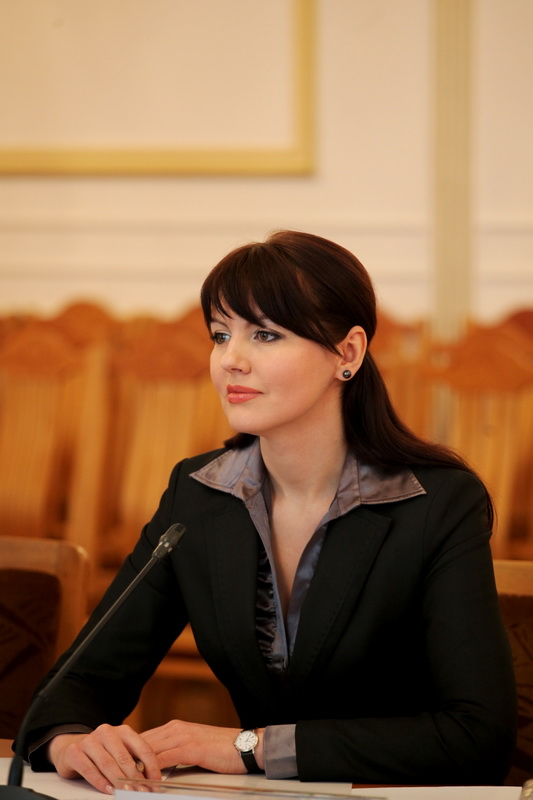
Nina Schtanski (2012)

Nina Wiktorowna Schtanski (russisch Нина Викторовна Штански, rumänisch Nina Ștanski; * 10. April 1977 in Tiraspol) ist eine ehemalige transnistrische Politikerin. Sie amtierte vom 24. Januar 2012 bis zum 1. September 2015 als Außenministerin der De-Facto Republik.

## Leben und Karriere
Sie studierte Rechtswissenschaften an der Transnistrischen Staatlichen Taras-Schewtschenko-Universität in ihrer Heimatstadt Tiraspol. Von 2002 bis 2009 arbeitete sie als Beraterin im transnistrischen Parlament. Kurz nach der Transnistrischen Präsidentschaftswahl Ende 2011 wurde sie unter dem neugewählten De-Facto-Präsidenten Jewgeni Schewtschuk zur Außenministerin berufen. Ende 2012 schloss sie ihre Dissertation über Lösungsansätze zur Beilegung des Transnistrien-Konflikts ab. Im September 2015 heiratete sie Jewgeni Schewtschuk und gab alle ihre Ämter auf. Ihr Nachfolger wurde Witali Ignatiew.
Nina Schtanski hat eine Tochter von Jewgeni Schewtschuk. Nach seinem Sturz begleitete sie ihren Mann ins Exil.